# Bros (Band)
Bros war eine britische Popband der 1980er Jahre um die Zwillingsbrüder Matt und Luke Goss.

## Bandgeschichte
Die beiden Zwillinge gründeten zusammen mit ihrem Schulfreund Craig Logan in den späten 1980ern die Band Cavier, die sie später in Bros umbenannten. Sie fanden in Tom Watkins einen erfahrenen Manager, der auch die Pet Shop Boys betreute, und in Nicky Graham einen erfolgreichen Hitproduzenten. 1987 erlangten sie erste Aufmerksamkeit mit ihrer Debütsingle I Owe You Nothing. Mit der zweiten Veröffentlichung When Will I Be Famous? folgte noch im selben Jahr der große internationale Durchbruch. Das Lied erreichte Platz zwei in Großbritannien und kam in vielen europäischen Ländern in die Top Ten. Sogar in den US-Singlecharts konnte sich das Lied platzieren, in den US-Dancecharts kam es auf Platz 10. Besonders die beiden attraktiven Zwillinge zogen das junge Publikum an und sie wurden zur erfolgreichsten Boygroup dieser Zeit. Ihre weiblichen Anhänger wurden „Brosettes“ genannt. Vier Top-Fünf-Hits in ihrer Heimat folgten im Jahr 1988, das wiederveröffentlichte I Owe You Nothing brachte es bis auf Platz eins, in USA wurde es zum zweiten Top-Ten-Dancehit. Das Debütalbum Push kam auf Platz zwei und wurde über 1,2 Millionen Mal verkauft. Bei den BRIT Awards wurden sie als britische Newcomer des Jahres ausgezeichnet. International begann der Erfolg während dieses Jahres aber bereits nachzulassen.
Im Januar 1989 kam es dann zum Bruch zwischen Logan und den beiden Brüdern. Logan blieb nach der Trennung im Musikgeschäft und arbeitete erfolgreich im Hintergrund; unter anderem war er Manager von Tina Turner und leitete das Label RCA. Die Zwillinge machten als Duo weiter. Der Trennung folgten lange gerichtliche Auseinandersetzungen um die Bandeinnahmen, sechs Gerichtsverfahren gingen zugunsten von Logan aus.
Auch zu zweit hielt der Erfolg von Bros zumindest in ihrer Heimat an. 1989 hatten sie noch drei weitere Top-Ten-Hits und ein zweites Album mit dem Titel The Time kam auf Platz vier der UK-Charts. Am Ende des Jahres beteiligten sie sich am Benefizprojekt Band Aid II. Im Jahr darauf wurde jedoch nur noch eine Single veröffentlicht und es folgte eine Auszeit. Mit dem dritten Album Changing Faces blieben sie 1991 dann aber deutlich hinter den bisherigen Erfolgen zurück und schließlich lösten die Brüder die Band auf und gingen getrennte Wege. Matt Goss verfolgte eine Solokarriere als Sänger weiter und war lange immer wieder mit kleineren Hits in den Charts vertreten. Luke Goss wurde Musicaldarsteller und schließlich Schauspieler.
In ihrer Karriere verkauften Bros weltweit über 16 Millionen Platten und gingen zweimal auf Welttournee. 2008 wurden erstmals Pläne für eine Wiedervereinigung bekannt, aber später wieder verworfen. Auch in den Jahren danach wurde dies immer wieder ins Gespräch gebracht, ohne dass es sich bewahrheitet hätte.
Ihr bekanntester Synthpop-Erfolg When Will I Be Famous wird immer wieder von anderen Bands in verschiedenen Stilen gecovert (z. B. Westlife, Audiosmog feat. Tobias Schlegl). Der Popstars-Kandidat Mehdi hatte damit 2007 einen kleineren Hit in den deutschen Charts (Platz 54).
Am 5. Oktober 2016 gaben Matt und Luke bekannt, dass es am 19. August 2017 die große Reunion geben wird mit einem Konzert in der O2 Arena in London. Dieses war innerhalb weniger Minuten ausverkauft und so folgte die Ankündigung einer UK-weiten Tour im August 2017 mit insgesamt 7 Konzerten in London (2), Manchester, Nottingham, Birmingham, Newcastle und Glasgow.

## Mitglieder
- Matthew Weston Goss (* 29. September 1968 in London), Sänger
- Luke Damon Goss (* 29. September 1968 in London), Schlagzeuger
- Craig Logan (* 22. April 1969 in Fife, Schottland), Bassist (bis 1989)

## Diskografie

### Studioalben
| Jahr | Titel          | Höchstplatzierung, Gesamtwochen, AuszeichnungChartplatzierungen (Jahr, Titel, Platzierungen, Wochen, Auszeichnungen, Anmerkungen) | Höchstplatzierung, Gesamtwochen, AuszeichnungChartplatzierungen (Jahr, Titel, Platzierungen, Wochen, Auszeichnungen, Anmerkungen) | Höchstplatzierung, Gesamtwochen, AuszeichnungChartplatzierungen (Jahr, Titel, Platzierungen, Wochen, Auszeichnungen, Anmerkungen) | Höchstplatzierung, Gesamtwochen, AuszeichnungChartplatzierungen (Jahr, Titel, Platzierungen, Wochen, Auszeichnungen, Anmerkungen) | Höchstplatzierung, Gesamtwochen, AuszeichnungChartplatzierungen (Jahr, Titel, Platzierungen, Wochen, Auszeichnungen, Anmerkungen) | Anmerkungen                                                |
| Jahr | Titel          | DE | AT | CH | UK | US | Anmerkungen                                                |
| ---- | -------------- | --- | --- | --- | --- | --- | ---------------------------------------------------------- |
| 1988 | Push           | DE6 Gold · (25 Wo.)DE | AT14 (20 Wo.)AT | CH3 Gold · (11 Wo.)CH | UK2 ×4Vierfachplatin · (54 Wo.)UK                                                                                                 | US171 (5 Wo.)US | Erstveröffentlichung: 28. März 1988 Verkäufe: + 1.925.000  |
| 1989 | The Time       | DE34 (11 Wo.)DE | — | — | UK4 Gold · (13 Wo.)UK | — | Erstveröffentlichung: 16. Oktober 1989 Verkäufe: + 200.000 |
| 1991 | Changing Faces | — | — | — | UK18 (2 Wo.)UK | — | Erstveröffentlichung: 30. September 1991                   |

### Kompilationen
- 1991: The Best Remixes (nur Japan)
- 2004: The Best of Bros (UK: Silber)
- 2011: I Owe You Nothing – Best of Bros

### Videoalben
- 2018: After the Screaming Stops

### Singles
| Jahr | Titel Album                               | Höchstplatzierung, Gesamtwochen, AuszeichnungChartplatzierungen (Jahr, Titel, Album, Platzierungen, Wochen, Auszeichnungen, Anmerkungen) | Höchstplatzierung, Gesamtwochen, AuszeichnungChartplatzierungen (Jahr, Titel, Album, Platzierungen, Wochen, Auszeichnungen, Anmerkungen) | Höchstplatzierung, Gesamtwochen, AuszeichnungChartplatzierungen (Jahr, Titel, Album, Platzierungen, Wochen, Auszeichnungen, Anmerkungen) | Höchstplatzierung, Gesamtwochen, AuszeichnungChartplatzierungen (Jahr, Titel, Album, Platzierungen, Wochen, Auszeichnungen, Anmerkungen) | Höchstplatzierung, Gesamtwochen, AuszeichnungChartplatzierungen (Jahr, Titel, Album, Platzierungen, Wochen, Auszeichnungen, Anmerkungen) | Höchstplatzierung, Gesamtwochen, AuszeichnungChartplatzierungen (Jahr, Titel, Album, Platzierungen, Wochen, Auszeichnungen, Anmerkungen) | Anmerkungen                                                                      |
| Jahr | Titel Album                               | DE | AT | CH | UK | US | Dance | Anmerkungen                                                                      |
| ---- | ----------------------------------------- | --- | --- | --- | --- | --- | --- | -------------------------------------------------------------------------------- |
| 1987 | I Owe You Nothing Push                    | — | — | — | UK80 (4 Wo.)UK | — | — | Erstveröffentlichung: 31. August 1987 Verkäufe: + 250.000; Remix: Shep Pettibone |
| 1987 | When Will I Be Famous? Push               | DE4 (16 Wo.)DE | AT9 (8 Wo.)AT | CH2 (12 Wo.)CH | UK2 (18 Wo.)UK | US83 (5 Wo.)US | Dance10 (8 Wo.)Dance | Erstveröffentlichung: 16. November 1987                                          |
| 1988 | Drop the Boy Push                         | DE9 (13 Wo.)DE | AT17 (8 Wo.)AT | CH5 (10 Wo.)CH | UK2 Silber · (10 Wo.)UK | — | — | Erstveröffentlichung: 7. März 1988 Verkäufe: + 200.000                           |
| 1988 | I Owe You Nothing (Remix) Push            | DE13 (13 Wo.)DE | — | CH9 (7 Wo.)CH | UK1 (13 Wo.)UK | — | Dance10 (9 Wo.)Dance | Erstveröffentlichung: 6. Juni 1988 Remix: Bob Cadway, Ric Wake                   |
| 1988 | I Quit Push                               | DE38 (6 Wo.)DE | — | — | UK4 (11 Wo.)UK | — | — | Erstveröffentlichung: 5. September 1988                                          |
| 1988 | Cat Among the Pigeons / Silent Night Push | DE26 (9 Wo.)DE | — | — | UK2 Silber · (8 Wo.)UK | — | — | Erstveröffentlichung: 21. November 1988 Verkäufe: + 200.000                      |
| 1989 | Too Much The Time                         | DE28 (12 Wo.)DE | — | CH24 (3 Wo.)CH | UK2 Silber · (7 Wo.)UK | — | — | Erstveröffentlichung: 17. Juli 1989 Verkäufe: + 200.000                          |
| 1989 | Chocolate Box The Time                    | — | — | — | UK9 (7 Wo.)UK | — | — | Erstveröffentlichung: 25. September 1989                                         |
| 1989 | Sister The Time                           | — | — | — | UK10 (6 Wo.)UK | — | — | Erstveröffentlichung: 4. Dezember 1989                                           |
| 1990 | Madly in Love (Joe Smooth Mix) The Time   | — | — | — | UK14 (4 Wo.)UK | — | — | Erstveröffentlichung: 26. Februar 1990 Remix: Joe Smooth                         |
| 1991 | Are You Mine? Changing Faces              | — | — | — | UK12 (5 Wo.)UK | — | — | Erstveröffentlichung: 1. Juli 1991                                               |
| 1991 | Try Changing Faces                        | — | — | — | UK27 (4 Wo.)UK | — | — | Erstveröffentlichung: 9. September 1991                                          |

Weitere Singles
- 1989: Brosmania Mix
- 1991: Changing Faces
- 2008: Big Bros (The Joyriders feat. Bros)

## Auszeichnungen für Musikverkäufe
| Silberne Schallplatte - Frankreich - 1988: für die Single I Owe You Nothing Goldene Schallplatte - Portugal - 1989: für das Album Push - Spanien - 1989: für das Album Push | 2× Goldene Schallplatte - Frankreich - 1989: für das Album Push Platin-Schallplatte - Spanien - 1988: für das Album The Time 2× Platin-Schallplatte - Neuseeland - 1989: für das Album Push |

Anmerkung: Auszeichnungen in Ländern aus den Charttabellen bzw. Chartboxen sind in ebendiesen zu finden.
| Land/RegionAuszeichnungen für Musikverkäufe (Land/Region, Auszeichnungen, Verkäufe, Quellen) | Silber     | Gold     | Platin     | Verkäufe  | Quellen                   |
| -------------------------------------------------------------------------------------------- | ---------- | -------- | ---------- | --------- | ------------------------- |
| Deutschland (BVMI)                                                                           | —          | Gold1    | —          | 250.000   | musikindustrie.de         |
| Frankreich (SNEP)                                                                            | Silber1    | 2× Gold2 | —          | 450.000   | infodisc.fr               |
| Neuseeland (RMNZ)                                                                            | —          | —        | 2× Platin2 | 40.000    | aotearoamusiccharts.co.nz |
| Portugal (AFP)                                                                               | —          | Gold1    | —          | 20.000    | Einzelnachweise           |
| Schweiz (IFPI)                                                                               | —          | Gold1    | —          | 25.000    | hitparade.ch              |
| Spanien (Promusicae)                                                                         | —          | Gold1    | Platin1    | 150.000   | Solo Exitos               |
| Vereinigtes Königreich (BPI)                                                                 | 4× Silber4 | Gold1    | 4× Platin4 | 1.960.000 | bpi.co.uk                 |
| Insgesamt                                                                                    | 5× Silber5 | 7× Gold7 | 7× Platin7 |           |                           |